# Árnon
Rio Arnom é um rio que desagua o mar Morto. A cerca de meio caminho abaixo do lado leste do mar Morto, a profunda garganta do vale do Arnom corta a região do altiplano. 

## História
Esta torrente, o moderno uádi el-Mojib, é alimentada por diversos tributários, e, depois do rio Jordão, é a única corrente importante que deságua no mar Morto. Os penhascos de arenito alcantilados, vermelhos e amarelos, sofrem uma queda abrupta, ladeando o vale estreito, com seu pequeno riacho perene de águas límpidas, repletas de peixes. Nas margens crescem salgueiros, oleandros e outra vegetação em abundância. Onde o riacho deixa as íngremes muralhas abismais para penetrar nas margens planas do mar Morto, ele varia em largura de 12 a 30 metros, com uma vazão de 30 centímetros a 1,20 metros de fundo.
O formidável canyon que, no topo, mede mais de 3 quilômetros de largura, e tem cerca de 518 metros de profundidade, era cruzado apenas por umas poucas passagens, e, por isso, tornou-se óbvio limite natural. No tempo da conquista israelita, separava os amorreus ao norte dos moabitas ao sul, mas a mensagem de Jefté aos amonitas mostra que o lado norte já estivera sob o controle dos amonitas e tinha sido invadido pelos amorreus antes da chegada de Israel. Israel, tendo ladeado o território de Moabe, chegou ao Arnom, provavelmente em suas regiões superiores. Atacado por Seom, o rei amorreu, Israel obteve a vitória e tomou posse da terra, desde o Arnom até o Jaboque. Esta primeira conquista, posteriormente, tornou-se o território das tribos de Rubem e Gade.